# 永井学
永井 学（ながい まなぶ、1974年〈昭和49年〉5月7日 - ）は、日本の政治家。自由民主党所属の参議院議員（1期）。元山梨県議会議員（3期）。

## 経歴
山梨県甲府市出身。山梨大学教育学部附属小学校・中学校、山梨県立甲府西高等学校、國學院大學法学部法学科を卒業。大学2年の時、横内正明衆議院議員国会事務所でアルバイトを経験。大学卒業後、株式会社エフエム富士に就職。放送記者として、山梨県政の取材を担当。また、ディレクターとして番組制作も担当した。

### 政治家として
エフエム富士を退職後、横内正明衆議院議員事務所へ入所。公設秘書となる。2007年4月8日におこなわれた山梨県議会議員選挙に甲府市選挙区から無所属で初出馬し、4,988票を獲得したが、得票数11位で落選。2011年の県議選では6,913票を獲得し、得票数4位で初当選。2013年2月、自由民主党に入党。2015年の県議選では7,707票を獲得し、得票数4位で当選。2019年の県議選では6,752票を獲得し、得票数4位で当選。
2022年2月23日、自民党山梨県連は同年夏の参議院選挙山梨県選挙区に向けて、永井の擁立を内定 。3月10日、自民党本部は正式に公認を発表した。3月23日、県議を辞職。7月10日の投開票の結果、立憲民主党現職の宮沢由佳を破り初当選を果たした。当選後、茂木派に入会。
2024年9月12日、自民党総裁選挙が告示され、旧茂木派からは会長の茂木敏充と加藤勝信の2人が立候補した。永井は茂木の推薦人に名を連ねた。石破茂、高市早苗、小泉進次郎の3人が競り合う構図が固まった終盤、麻生太郎は9月25日に茂木と「反石破」での連携を確認し、茂木派議員の一部も取り込んだ。9月27日総裁選執行。高市が得票数1位で決選投票へ進むも、岸田文雄首相の後押しを受けた石破に敗れた。永井は1回目の投票では茂木に投じた。決選投票については、テレビ山梨の取材に対し、投票先を公表しなかった。

## 所属団体
- 自由民主党山梨県連[1]
- 自由民主党山梨県連甲府市連[1]
- 山梨県ドッジボール協会[1]
- 山梨県野球連盟[1]
- 山梨県行政書士会[1]
- 山梨県美容業生活衛生同業組合[1]
- ボーイスカウト山梨連盟 甲府第10団[1]

## 所属議員連盟
- 自民党たばこ議員連盟[22]
- 日本の尊厳と国益を護る会

## 支援団体
- 全国たばこ販売政治連盟（組織推薦候補者）[23]
- 一般社団法人 山梨県建設業協会
- 一般社団法人 山梨県トラック協会
- 山梨県商工政治連盟

## 人物
- 甲府市在住。家族は妻・長男[24]。
- 趣味は、弓道（参段）、野外活動（キャンプ）、旅行[1]。

## 選挙歴
| 当落 | 選挙                     | 執行日         | 年齢 | 選挙区       | 政党       | 得票数     | 得票率 | 定数 | 得票順位 /候補者数 | 政党内比例順位 /政党当選者数 |
| ---- | ------------------------ | -------------- | ---- | ------------ | ---------- | ---------- | ------ | ---- | ------------------ | ---------------------------- |
| 落   | 2007年山梨県議会議員選挙 | 2007年4月8日   | 32   | 甲府市選挙区 | 無所属     | 4988票     | ーー   | 9    | 11/13              | /                            |
| 当   | 2011年山梨県議会議員選挙 | 2011年4月10日  | 36   | 甲府市選挙区 | 自由民主党 | 6913票     | ーー   | 9    | 4/12               | /                            |
| 当   | 2015年山梨県議会議員選挙 | 2015年4月12日  | 40   | 甲府市選挙区 | 自由民主党 | 7707票     | ーー   | 9    | 4/11               | /                            |
| 当   | 2019年山梨県議会議員選挙 | 2019年4月7日   | 44   | 甲府市選挙区 | 自由民主党 | 6752票     | ーー   | 9    | 4/11               | /                            |
| 当   | 第26回参議院議員通常選挙 | 2022年07月10日 | 48   | 山梨県選挙区 | 自由民主党 | 18万3073票 | 48.94% | 1    | 1/4                | /                            |